# Maple City
Maple City es un lugar designado por el censo ubicado en el condado de Leelanau en el estado estadounidense de Míchigan. En el Censo de 2010 tenía una población de 207 habitantes y una densidad poblacional de 184,58 personas por km².

## Geografía
Maple City se encuentra ubicado en las coordenadas 44°51′20″N 85°51′26″O / 44.85556, -85.85722. Según la Oficina del Censo de los Estados Unidos, Maple City tiene una superficie total de 1.12 km², de la cual 1.12 km² corresponden a tierra firme y (0%) 0 km² es agua.

## Demografía
Según el censo de 2010, había 207 personas residiendo en Maple City. La densidad de población era de 184,58 hab./km². De los 207 habitantes, Maple City estaba compuesto por el 97.58% blancos, el 0.48% eran afroamericanos, el 0.48% eran amerindios, el 0% eran asiáticos, el 0% eran isleños del Pacífico, el 0% eran de otras razas y el 1.45% pertenecían a dos o más razas. Del total de la población el 0% eran hispanos o latinos de cualquier raza.